# Ophthalmitis pertusaria
Ophthalmitis pertusaria là một loài bướm đêm trong họ Geometridae.